# The Stimulators (Punkband)
The Stimulators waren eine Punkband aus New York, die von 1977 bis 1983 existierte und einen signifikanten Einfluss auf die Entstehung des New York Hardcore hatte.

## Geschichte
Die Stimulators wurden 1977 von Denise Mercedes und Patrick Mack gegründet. Die ersten Auftritte wurden ab Mai 1978 mit Anne Gustavsson am Bass sowie wechselnden Schlagzeugern absolviert, u. a. Jerry Nolan (New York Dolls, The Heartbreakers) und John „Johnny Blitz“ Madansky (Dead Boys). Als fester Schlagzeuger wurde 1980 schließlich Mercedes’ Neffe Harley Flanagan engagiert, der zu diesem Zeitpunkt erst elf Jahre alt war. Ebenfalls 1980 wurde eine 7" aufgenommen, anschließend wurde Bassistin Gustavsson gegen Nick Marden, den Sohn von Brice Marden und Neffen von Joan Baez, ausgetauscht und mit diesem finalen Line-Up eine Tour durch Irland absolviert. 1982 wurde neben einer weiteren 7" das einzige Album der Band, Loud Fast Rules! aufgenommen und auf dem damals noch auf Audiokassetten spezialisierten Indie-Label Reach Out International Records veröffentlicht.
Mit dem Aufkommen des Hardcore verloren die Stimulators an Bedeutung. Patrick Mack verstarb 1983 an den Folgen von AIDS, in der Folge löste sich die Band auf. Mack zu Ehren gab es ein Memorial-Konzert im CBGB mit mehreren Punk- und Hardcore-Bands.
Nick Marden trat 1991 der Punk-/Hardcoreband False Prophets bei. Mercedes, Marden und Flanagan gaben 2006 im Rahmen einer Benefizaktion für das CBGB ein Reunion-Konzert, bei dem Marden den Gesangspart übernahm. 2010 wurde das Album der Band von Reachout International Records als CD wiederveröffentlicht.

## Stil und Bedeutung
Um 1980 herum kam es zu musikalischen Veränderungen in der Punkszene New Yorks. Während sich viele ältere Punkbands dem New Wave zuwandten, bildete sich im East Village eine Szene heraus, die Punkmusik und -kleidungsstil als gekünstelt und aufgesetzt empfand. Die Clubs, in denen Bands dieser Szene auftraten, waren das A7 im East Village, das ABC No Rio in der Lower East Side, das CBGB in der Bowery und Max's Kansas City am Union Square. Die Musik dieser Bands war schneller und aggressiver als die herkömmlicher Punkbands, und eine der ersten dieser Bands waren die Stimulators. Von Hardcore war noch nicht die Rede, aber aus den Besuchern der Stimulators-Konzerte rekrutierten sich die Gründer der ersten Welle New Yorker Hardcore-Bands. Matthias Mader bezeichnet die Band als einen der „Geburtshelfer des neuen Stils, der sich da Hardcore nannte“ Steven Blush analysierte, die Stimulators hätten durch ihre Konzerte, auf denen sich die spätere Szene traf, den Aufstieg des Hardcore in New York ausgelöst.

## Diskografie
- 1982: Loud Fast Rules! (Album, Reach Out International Records)